# La mia ombra è tua
La mia ombra è tua è un film del 2022 diretto da Eugenio Cappuccio.

## Trama
L'amicizia tra due persone apparentemente diverse, ma che riescono a creare un forte legame.
Lo scrittore Vittorio Vezzosi, di fama nazionale per il suo unico romanzo, è in procinto di scrivere dopo 25 anni il suo sequel. Il giovane studente Emiliano detto "Zapata", è incaricato dal suo relatore universitario di assistere Vittorio e organizzare un convegno al festival del Libro Vintage di Milano. 
Inizialmente Vittorio e Emiliano assai diversi di carattere, si scontrano. A seguire Emiliano entra nel mondo nostalgico di Vittorio e scopre il problema cosa lo ha afflitto nello scrivere nuovi romanzi: il suo amore giovanile per Milena.

## Distribuzione
Il film è stato distribuito nelle sale cinematografiche italiane a partire dal 29 giugno 2022.